# Smacker
Smacker — проприетарный формат файла, медиаконтейнер, разработанный американской компанией RAD Game Tools для использования в преимущественно компьютерных играх для разных игровых платформ. В отличие от множества других медиаконтейнеров, «Smacker» является так называемым «Single coding format» — он определяет не только «обёртку файла», но и аудио- и видеокодеки, с помощью которых кодируются данные. «Smacker» поставляется в комплекте с набором программных инструментов «RAD Video Tools» вместе с другим подобным файловым форматом от RAD Game Tools — «Bink».
По заявлению разработчика, с 1994 года Smacker был использован в более чем 2300 играх.
Формат поддерживает только 256-цветную палитру видео и имеет поддержку «прозрачного» цвета. Уровень сжатия может достигать 12:1, но в этом случае почти всё качество исходного изображения будет потеряно из-за пикселизации.
Один кадр видео в формате Smacker может содержать не более 256 цветов, но за счёт использования динамической палитры видеоролик в целом может использовать намного больше цветов.
В настоящее время формат имеет ограниченное применение. В качестве его замены RAD разработала формат Bink, рассчитанный на полноцветные видеорежимы высокого разрешения и возросшие вычислительные мощности компьютеров. Тем не менее Smacker незначительно обновлялся после появления Bink — в него была добавлена поддержка аудиокодеков Bink.